# Josip Petrlić Pjer
Josip Petrlić Pjer (Stupe-Apatovac, 16. ožujka 1962.) hrvatski je književnik za djecu i odrasle. Živi i stvara u Križevcima. Piše poeziju, pjesničke minijature, prozu, novele, pripovijetke, romane, Pjeriku-haiku. 
Djeluje kao kantautor (objavio je svoj nosač zvuka "Ja sem pajdaš" u kojem je autor teksta, glazbe i aranžmana), amaterski dramski pisac i režiser, radijski voditelj i urednik, postavlja izložbe slike, organizator je bezbroj raznovrsnih događanja u kulturi (glazba, likovni izričaji, poetski i književni...), vodi i uređuje blog.  
Održava književne susrete u vrtićima i školama diljem Hrvatske.

## Objavljena djela
- "Međimurtski slatkiš" (2022.) - pripovijetka za djecu (tema dijabetes kod djece) - radnja priče se odvija u Čakovcu
- "Zagonetni tragovi" (2022.) - Literatura za djecu u službi šumske edukacije - 8 pripovijetki  (suator Robert Mlinarec)
- "Priče iz šume" (2021.) -Literatura za djecu u službi šumske edukacije - dvije pripovijetke
- "Marta i Ivek" (2021.) - povijesno utemeljena priča o križevačkom Romeo i Juliji
- "Princeza Hedy" (2020.) - roman za djecu (tema autizam)
- "Štatutko i Marcel Kiepach" (2020.) - slikovnica s povijesnom temom
- "Vlakić i Ana putuju u Sveti Petar Orehovec" (2019.) - knjiga za djecu
- "Detektiv Pero" (2018.) - roman za djecu
- "Domoljublje i trublje" (2017.) - poezija za djecu
- „Bilogorske zgode“ (2016.) – pripovijetke za djecu (suautor Darko Pernjak)
- „Radionica povijesnih priča“ ( 2014.) - roman za djecu
- „47 zrna – 47 graines de fantasie“ (2014.) pjesničke minijature prevedene i na francuski
- „I ja sam tu“ (2014.) knjiga proze, satira i novela
- „Odškrinuti snovi“ ( 2013.) pjesnička zbirka